# تعليم إيجابي
التعليم الإيجابي هو نهج في التعليم يعتمد على تركيز علم النفس الإيجابي على القوة الفردية لتعزيزالتعلم. وبخلاف طرق المدرسة التقليدية التي يحاول فيها المدرسون تكييف موادهم على الطالب العادي غير الحقيقي، ونقل الصف بالكامل باستخدام المواد من خلال أسلوب تعليم واختبار واحد، يستخدم مدرسو التعليم الإيجابي أساليب من شأنها التركيز على رفاهية الطلاب كأفراد. يستخدم المعلمون أساليب مثل وضع أهداف مصممة خصيصًا لكل طالب لإحداث التعلم والعمل معهم على تطوير الخطط والدوافع لتحقيق أهدافهم. فبدلاً من دفع الطلاب للوصول لمستويات مرحلة دراسية معينة، الأمر الذي يتم تقييمه من منظور التركيز على الاختبار الموحد، يحاول هذا النهج تخصيص أهداف التعلم بحسب مستوى كل طالب. وبدلاً من تهيئة مناخ تنافسي بين الطلاب، يصبح التعلم وكأنه عملية تعاونية يتعلم فيها المعلمون احترام طلابهم وتقييم مساهمة كل طالب.

## الطرق النظرية
العديد من علماء النفس والمفكرين الأوائل مهدوا الطريق لدمج تقنيات علم النفس الإيجابي، على الرغم من حداثة المصطلح نفسه في الفصول الدراسية. وكان جون ديوي من بين أوائل الداعين لتفعيل التعليم الإيجابي. حيث اعتبر ديوي المدارس بمثابة مؤسسات أولية لتطوير الديمقراطية. وقد عارض الأجواء القمعية التي تغلب على المدارس، وبالأخص المدارس الابتدائية والثانوية، وشدد على أهمية تعزيز قدرة المتعلمين على استيعاب المعلومات وإعادة بثها في عقولهم. وهو الذي طرح فكرة البنائية (constructivism)، التي تقول إن المتعلمين ينبغي أن يأخذوا المعلومات ويقوموا بتكوينها بصورة إبداعية وفقًا لقدراتهم الشخصية ووجهات نظرهم. ويعارض هذا النهج الرؤية التقليدية للتعليم التي يمرر فيها المعلمون المعرفة للطلاب عن طريق الاتصال المباشر. وخلاصة القول أن رؤية ديوي للتعليم، تشبه التعليم التدريجي مما يعني أن الناس يتعلمون بشكل أفضل في بيئات تنطبق على العالم الحقيقي وتسمح لهم بالتعلم من خلال الأنشطة والحل العملي للمشاكل.
وقد طرحت أيضًا ماريا مونتيسوري، صاحبة نظام مونتيسوري، وجهات النظر المتعلقة بالتعليم الإيجابي. فنظام مونتيسوري يعتمد إلى حد كبير على علم النفس الإيجابي للإبداع. الإبداع، معروف بكونه واحدًا من نقاط قوة الشخصية الأربع والعشرين،  يتم تقديمه مع منح الأطفال حريتهم في اختيار كيفية التعلم، مما يُعرف بالتعلم ذي التوجيه الذاتي. وفيه يتم تقديم مواد لتدريب الأطفال عمليًا، مما لا يلهم روح الإبداع لديهم فحسب، ولكن أيضًا يحفز الاهتمام بالتعلم، حيث يمكن للأطفال التعبير عن أنفسهم من خلال التعليم، بدلاً من الشعور بالإجبار على العمل بغرض التعلم.
كما كانت اليزابيث هورلوك واحدة من أوائل علماء النفس الذين قاموا فعلا بتجارب عن تقنيات علم النفس الإيجابي لقياس آثار التعلم الإيجابي في مجال التعليم. فقد درست هورلوك تأثير الإشادة واللوم في الفصل الدراسي، وتوصلت إلى أن تأثير الإشادة يكون أكثر تحفيزاًعلى المدى الطويل. حيث كشفت دراساتها أن الإشادة كانت أكثر تأثيرًا بالنسبة للأطفال بغض النظر عن السن، والقدرة، والجنس.
وقد تبنى كلٌ من جينيفر هندرلونغ ومارك ليبر رأي هورلوك القائل بأن الإشادة أكثر منفعة في تحسين دوافع الأطفال الذاتية. وبالرغم من تشكيك بعض الأبحاث في فاعلية الإشادة، إلا أنه ثبت أن للإشادة ارتباط إيجابي بالثقة وبنتائج أفضل للأداء الأكاديمي . وقد دعموا وجهة نظرهم بأن الإشادة تزيد من الاعتقادات الشخصية بقدرة الفرد على القيام بمهام معينة. وكذلك، تدعم نظرية التقييم المعرفي (cognitive evaluation theory) القائلة بأن الإشادة تحسن منظور الفرد حول نتائج الأداء وأن الأجواء الإيجابية الناجمة عن الإشادة تساهم في تحقيق نتائج فعالة.